# Psammophylax ocellatus
Psammophylax ocellatus — вид змій родини піщаних змій (Psammophiidae). Ендемік Анголи.

## Поширення і екологія
Psammophylax ocellatus мешкають в горах Серра-да-Чела на південному заході Анголи, можливо, також на північному заході Намібії. Вони живуть на гірських луках і в саванах, на висоті від 1108 до 2286 м над рівнем моря.